# Norwegischer Fußballpokal der Männer 2018
Der norwegische Fußballpokal 2018 (kurz auch NM-Cup 2018 genannt) war die 113. Austragung des Fußballpokalwettbewerbs der Männer. Der Wettbewerb begann mit zwei Qualifikationsrunden im März und April und endete am 2. Dezember mit dem Finale. Pokalsieger wurde Rosenborg Trondheim. Titelverteidiger war Lillestrøm SK.
Da sich der Pokalsieger bereits als Sieger der Eliteserien 2018 für die 1. Qualifikationsrunde der UEFA Champions League qualifiziert hatte, ging der Startplatz für die UEFA Europa League 2019/20 an den Viertplatzierten FK Haugesund.

## Modus und Kalender
Der Wettbewerb begann im März mit der ersten Qualifikationsrunde. An dieser durften alle Vereine der vierten und fünften Spielklasse des norwegischen Fußballverbandes Norges Fotballforbund (NFF) teilnehmen, die ein bestimmtes Leistungsniveau hatten und ein angemessenes Spielfeld besaßen. Die 88 Gewinner spielten im April in einer zweiten Qualifikationsrunde gegeneinander um die Teilnehmer an den Hauptrunden.
Zu den 44 Gewinnern der Qualifikation stießen in der ersten Hauptrunde die 84 Vereine der drei höchsten norwegischen Spielklassen: der Tippeligaen, der 1. Division und der Oddsenligaen. Es folgten noch drei weitere Hauptrunden, das Viertelfinale, das Halbfinale und schließlich im Dezember das Finale. Das Finalspiel findet seit 1948 im Osloer Ullevaal-Stadion statt.
| Runde                  | Datum                            | Spiele | Vereine   | Neueinstiege |
| ---------------------- | -------------------------------- | ------ | --------- | ------------ |
| 1. Qualifikationsrunde | 3. März bis 2. April 2018        | 88     | 260 → 172 | 176          |
| 2. Qualifikationsrunde | 2. April bis 7. April 2018       | 44     | 172 → 128 | –            |
| 1. Runde               | 17. bis 19. April 2018           | 64     | 128 → 64  | 84           |
| 2. Runde               | 1. bis 3. Mai 2018               | 32     | 64 → 32   | –            |
| 3. Runde               | 9. bis 10. Mai 2018              | 16     | 32 → 16   | –            |
| 4. Runde               | 30. Mai bis 14. Juni 2018        | 8      | 16 → 8    | –            |
| Viertelfinale          | 26. bis 27. August 2018          | 4      | 8 → 4     | –            |
| Halbfinale             | 31. Oktober bis 1. November 2018 | 2      | 4 → 2     | –            |
| Finale                 | 2. Dezember 2018                 | 1      | 2 → 1     | –            |

## 1. Runde
| Datum      |                      | Ergebnis              |                     |
| ---------- | -------------------- | --------------------- | ------------------- |
| 17.04.2018 | Moss FK              | 4:0                   | Kråkerøy IF         |
| 18.04.2018 | Bjørnevatn IL        | 0:3                   | Alta IF             |
|            | Harstad IL           | 5:3 n. V.             | Mosjøen IL          |
|            | Kvik Halden FK       | 0:4                   | Fredrikstad FK      |
|            | Østsiden IL          | 2:9                   | Sarpsborg 08 FF     |
|            | Årvoll IL            | 0:8                   | Vålerenga Oslo      |
|            | Ullern IF            | 3:5 n. V.             | Stabæk Fotball      |
|            | Frigg Oslo FK        | 0:3                   | Strømmen IF         |
|            | Lommedalen IL        | 0:2                   | Skeid Oslo          |
|            | Korsvoll IL          | 0:1                   | Lørenskog IF        |
|            | Oppsal IF            | 0:4                   | Kongsvinger IL      |
|            | Bærum SK             | 2:1                   | Drøbak/Frogn IL     |
|            | Kløfta IL            | 0:3                   | Lillestrøm SK       |
|            | Gjelleråsen IF       | 0:3                   | Ullensaker/Kisa IL  |
|            | Eidsvold TF          | 1:3                   | Kjelsås Fotball     |
|            | Grorud IL            | 2:0                   | FK Tønsberg         |
|            | Asker Fotball        | 5:0                   | Follo Fotball       |
|            | Raufoss IL           | 6:0                   | Skjetten SK         |
|            | Nybergsund IL-Trysil | 0:1                   | Elverum Fotball     |
|            | Vestfossen IF        | 1:4                   | Strømsgodset IF     |
|            | Lillehammer FK       | 0:2                   | Hønefoss BK         |
|            | FK Ørn-Horten        | 3:1                   | Lyn Oslo            |
|            | FK Eik Tønsberg      | 1:6                   | Sandefjord Fotball  |
|            | IL Flint             | 2:4 n. V.             | Mjøndalen IF        |
|            | Halsen IF            | 0:4                   | Fram Larvik         |
|            | IL Skarphedin        | 0:9                   | Odds BK             |
|            | Pors Grenland        | 1:2 n. V.             | Notodden FK         |
|            | FK Vigør             | 1:8                   | Start Kristiansand  |
|            | Vindbjart FK         | 1:2                   | FK Jerv             |
|            | Eiger IL             | 0:1                   | Egersunds IK        |
|            | Staal Jørpeland IL   | 0:1                   | Bryne FK            |
|            | Sola FK              | 2:3                   | Sandnes Ulf         |
|            | FK Vidar             | 5:1                   | Vardeneset BK       |
|            | Madla IL             | 0:2                   | Viking Stavanger    |
|            | SK Skjold            | 0:3                   | FK Haugesund        |
|            | Os TF                | 1:6                   | Åsane Fotball       |
|            | Øystese IL           | 1:4                   | Sogndal Fotball     |
|            | Sotra FK             | 1:1 n. V. (4:3 i. E.) | SK Vard Haugesund   |
|            | Arna-Bjørnar Fotball | 1:1 n. V. (0:3 i. E.) | Lysekloster IL      |
|            | Fana IL              | 0:1                   | Nest-Sotra Fotball  |
|            | Tertnes Fotball      | 0:1                   | FK Fyllingsdalen    |
|            | Fjøra FK             | 2:3 n. V.             | Florø SK            |
|            | Bergsøy IL           | 2:1                   | Aalesunds FK        |
|            | SK Herd              | 1:4                   | Brattvåg IL         |
|            | Volda TI             | 0:1                   | IL Hødd             |
|            | SK Træff             | 1:6                   | Molde FK            |
|            | Sunndal Fotball      | 0:4                   | Start Kristiansand  |
|            | FK Kvik              | 0:1                   | Ranheim Fotball     |
|            | IL Stjørdals-Blink   | 6:0                   | Kolstad Fotball     |
|            | Orkla FK             | 2:1                   | Nardo FK            |
|            | Byåsen Toppfotball   | 0:3                   | Levanger FK         |
|            | Steinkjer FK         | 4:2                   | Strindheim IL       |
|            | Sortland IL          | 1:2 n. V.             | FK Mjølner          |
|            | IF Fløya             | 1:3 n. V.             | Tromsdalen UIL      |
|            | FK Senja             | 2:1                   | Finnsnes IL         |
|            | Skjervøy IK          | 1:3                   | Tromsø IL           |
|            | Arendal Fotball      | 2:0                   | Flekkerøy IL        |
|            | IL Sandviken         | 1:6                   | Brann Bergen        |
|            | Valdres FK           | 2:1 n. V.             | Brumunddal Fotball  |
|            | IK Junkeren          | 1:0                   | Mo IL               |
|            | Tynset IF            | 0:3                   | Ham-Kam             |
| 19.04.2018 | Melbo IL             | 1:4                   | FK Bodø/Glimt       |
|            | Lokomotiv Oslo       | 0:3                   | KFUM Oslo           |
|            | SK Trygg/Lade        | 2:4                   | Rosenborg Trondheim |

## 2. Runde
| Datum      |                    | Ergebnis              |                     |
| ---------- | ------------------ | --------------------- | ------------------- |
| 01.05.2018 | Grorud IL          | 0:1                   | Vålerenga Oslo      |
|            | Kongsvinger IL     | 4:2                   | Raufoss IL          |
|            | Orkla FK           | 1:3                   | Ranheim Fotball     |
| 02.05.2018 | FK Mjølner         | 2:1                   | IL Stjørdals-Blink  |
|            | IK Junkeren        | 0:3                   | Levanger FK         |
|            | Fredrikstad FK     | 1:3                   | Odds BK             |
|            | Skeid Oslo         | 3:0                   | Sandefjord Fotball  |
|            | Kjelsås Fotball    | 0:3                   | Ullensaker/Kisa IL  |
|            | Strømmen IF        | 1:2                   | Bærum SK            |
|            | Ham-Kam            | 4:0 n. V.             | Hønefoss BK         |
|            | Elverum Fotball    | 2:3 n. V.             | KFUM Oslo           |
|            | Valdres FK         | 1:3                   | Strømsgodset IF     |
|            | FK Ørn-Horten      | 0:6                   | Sarpsborg 08 FF     |
|            | Fram Larvik        | 2:3 n. V.             | Mjøndalen IF        |
|            | Notodden FK        | 3:0                   | Asker Fotball       |
|            | Arendal Fotball    | 3:3                   | Start Kristiansand  |
|            | Egersunds IK       | 2:1                   | FK Jerv             |
|            | Sandnes Ulf        | 1:0                   | FK Vidar            |
|            | Sotra FK           | 0:4                   | Brann Bergen        |
|            | Lysekloster IL     | 1:2                   | FK Haugesund        |
|            | Nest-Sotra Fotball | 3:3 n. V. (6:5 i. E.) | Åsane Fotball       |
|            | FK Fyllingsdalen   | 2:1 n. V.             | Sogndal Fotball     |
|            | IL Hødd            | 1:0 n. V.             | Florø SK            |
|            | Bergsøy IL         | 0:6                   | Kristiansund BK     |
|            | Brattvåg IL        | 1:0 n. V.             | Molde FK            |
|            | Steinkjer FK       | 0:5                   | Rosenborg Trondheim |
|            | Harstad IL         | 2:5                   | FK Bodø/Glimt       |
|            | Alta IF            | 3:1 n. V.             | Tromsdalen UIL      |
|            | FK Senja           | 0:1 n. V.             | Tromsø IL           |
|            | Bryne FK           | 1:0                   | Viking Stavanger    |
| 03.05.2018 | Moss FK            | 0:1 n. V.             | Stabæk Fotball      |
|            | Lørenskog IF       | 1:5                   | Lillestrøm SK       |

## 3. Runde
| Datum      |                    | Ergebnis              |                     |
| ---------- | ------------------ | --------------------- | ------------------- |
| 09.05.2018 | Bærum SK           | 0:3                   | Strømsgodset IF     |
|            | Ullensaker/Kisa IL | 3:2 n. V.             | Kongsvinger IL      |
|            | Notodden FK        | 1:1 n. V. (1:3 i. E.) | Odds BK             |
|            | KFUM Oslo          | 1:3                   | Lillestrøm SK       |
|            | Nest-Sotra Fotball | 1:2                   | FK Haugesund        |
|            | Egersunds IK       | 0:1                   | Start Kristiansand  |
|            | Mjøndalen IF       | 2:0                   | Stabæk Fotball      |
|            | FK Mjølner         | 1:2                   | FK Bodø/Glimt       |
|            | Brattvåg IL        | 0:1                   | Rosenborg Trondheim |
|            | Levanger FK        | 2:4                   | Ranheim Fotball     |
|            | Alta IF            | 0:1 n. V.             | Tromsø IL           |
|            | FK Fyllingsdalen   | 0:1                   | Brann Bergen        |
|            | Bryne FK           | 1:0                   | Sandnes Ulf         |
|            | Skeid Oslo         | 1:2                   | Vålerenga Oslo      |
| 10.05.2018 | IL Hødd            | 2:0                   | Kristiansund BK     |
|            | Ham-Kam            | 1:0                   | Sarpsborg 08 FF     |

## Achtelfinale
| Datum      |                     | Ergebnis              |                 |
| ---------- | ------------------- | --------------------- | --------------- |
| 30.05.2018 | Rosenborg Trondheim | 2:2 n. V. (7:6 i. E.) | Odds BK         |
|            | Lillestrøm SK       | 4:1                   | Brann Bergen    |
| 13.06.2018 | Ullensaker/Kisa IL  | 0:0 n. V. (3:4 i. E.) | Bryne FK        |
|            | Start Kristiansand  | 1:1 n. V. (5:3 i. E.) | Ham-Kam         |
|            | Mjøndalen IF        | 2:2 n. V. (6:7 i. E.) | FK Haugesund    |
|            | FK Bodø/Glimt       | 2:2 n. V. (5:4 i. E.) | IL Hødd         |
| 14.06.2018 | Tromsø IL           | 3:3 n. V. (4:5 i. E.) | Vålerenga Oslo  |
|            | Strømsgodset IF     | 2:0                   | Ranheim Fotball |

## Viertelfinale
| Datum      |                     | Ergebnis |                 |
| ---------- | ------------------- | -------- | --------------- |
| 26.09.2018 | Start Kristiansand  | 2:1      | FK Bodø/Glimt   |
|            | Rosenborg Trondheim | 2:0      | Vålerenga Oslo  |
| 27.09.2018 | Lillestrøm SK       | 2:0      | Bryne FK        |
|            | FK Haugesund        | 0:1      | Strømsgodset IF |

## Halbfinale
| Datum      |                     | Ergebnis |                    |
| ---------- | ------------------- | -------- | ------------------ |
| 31.10.2018 | Strømsgodset IF     | 3:0      | Lillestrøm SK      |
| 01.11.2018 | Rosenborg Trondheim | 2:1      | Start Kristiansand |

## Finale
| Rosenborg Trondheim                                          | Rosenborg Trondheim | Strømsgodset IF | Strømsgodset IF |
| ------------------------------------------------------------ | --- | --- | --------------- |
| Rosenborg Trondheim                                          | \| Finale \| \| 2. Dezember 2018 um 13:15 Uhr MEZ in Oslo (Ullevaal-Stadion) \| \| Ergebnis: 4:1 (2:1) \| \| Zuschauer: 22.182 \| \| Schiedsrichter: Trond Ivar Døvle \| \| Spielbericht \| | \| Finale \| \| 2. Dezember 2018 um 13:15 Uhr MEZ in Oslo (Ullevaal-Stadion) \| \| Ergebnis: 4:1 (2:1) \| \| Zuschauer: 22.182 \| \| Schiedsrichter: Trond Ivar Døvle \| \| Spielbericht \| | Strømsgodset IF |
| Rosenborg Trondheim                                          | André Hansen – Vegar Eggen Hedenstad (75. Jonathan Levi), Tore Reginiussen, Even Hovland, Birger Meling – Mike Jensen , Anders Konradsen, Anders Trondsen, Pål André Helland (81. Alexander Søderlund) – Nicklas Bendtner, Samuel Adegbenro (56. Yann-Erik de Lanlay) Cheftrainer: Rini Coolen ( Niederlande) | Morten Sætra – Lars Christopher Vilsvik (82. Martin Rønning Ovenstad), Mounir Hamoud, Jakob Glesnes , Jonathan Parr – Henning Hauger, Herman Stengel (82. Martin Rønning Ovenstad), Amahl Pellegrino, Tokmac Nguen – Eirik Ulland Andersen, Mustafa Abdellaoue Cheftrainer: Bjørn Petter Ingebretsen | Strømsgodset IF |
| Rosenborg Trondheim                                          | 1:1 Mike Jensen (18.) 2:1 Anders Konradsen (40.) 3:1 Nicklas Bendtner (52.) 4:1 Nicklas Bendtner (90.+4') | 0:1 Mustafa Abdellaoue (13.) | Strømsgodset IF |
| Rosenborg Trondheim                                          | Pål André Helland (43.), Vegar Eggen Hedenstad (62.) | | Strømsgodset IF |
| Finale                                                       | | |                 |
| 2. Dezember 2018 um 13:15 Uhr MEZ in Oslo (Ullevaal-Stadion) | | |                 |
| Ergebnis: 4:1 (2:1)                                          | | |                 |
| Zuschauer: 22.182                                            | | |                 |
| Schiedsrichter: Trond Ivar Døvle                             | | |                 |
| Spielbericht                                                 | | |                 |